# 崙子 (嘉義縣六腳鄉)
崙子，原寫為崙仔，是台灣嘉義縣六腳鄉的一個傳統地域名稱，位於該鄉東部最北端。相較於今日行政區，其範圍大致為崙陽村不含西端及東邊兩個凸出部分的東端、港美村北邊凸出部分的北大半部、六斗村東南部凸出部分的東北端。

## 歷史
台灣清治末期至日治初期，崙子地區為一（舊制）街庄，稱為「崙仔庄」，隸屬於大槺榔西堡。昔日該庄北隔北港溪與北港街為界，東北與舊南港庄為鄰，東與大崙庄為鄰，南邊為港尾藔庄，西邊為六斗尾庄、蘇厝藔庄。
1901年（日治明治三十四年）11月，全台廢縣廳改設二十廳，該庄隸屬於嘉義廳。1903年（明治三十六年）6月，該庄編入「灣內區」，隸屬於嘉義廳。1909年（明治四十二年）10月，合併二十廳為十二廳，灣內區仍隸屬於嘉義廳。1920年（大正九年），全台地方制度大改正，廢十二廳改設五州二廳，該庄改制並雅化為「崙子」大字，隸屬於臺南州東石郡六腳庄（新制街庄）。
戰後六腳庄改制為六腳鄉，隸屬於臺南縣，大字亦改制為村。1950年10月，雲、嘉、南分治，六腳鄉改隸屬於嘉義縣。

## 聚落
本地區發展較早的聚落為崙仔，在日治期初期的官方地圖上已有記載。

## 交通
縣道159號是新港（實際起點在六腳鄉蘇厝寮）至番路的道路，經過本地區北部。由該道路（大方向）西北行可前往蘇厝寮，並止於省道台19線路口；東南行可前往新港鄉、太保市東北部、嘉義市、嘉義縣竹崎鄉西南部、番路鄉，並止於縣道159甲線路口。
鄉道嘉69線是舊南港至大庄的道路。

## 學校
- 北美國小